# أدراسمون
أدراسمون (Адрасман) هي مدينة في صغد في طاجكستان.